# Lope Díez de Armendáriz
Pour les articles homonymes, voir Diez et Armendáriz.
Lope Díez de Aux de Armendáriz (1575, Vice-royauté du Pérou - 1644, Espagne) est le vice-roi de la Nouvelle-Espagne du 16 septembre 1635 au 27 août 1640.